# Gran Premio motociclistico del Giappone 2002
Il Gran Premio motociclistico del Giappone 2002 corso il 7 aprile, è stato il primo Gran Premio della stagione 2002 e ha visto vincere: nella MotoGP la Honda di Valentino Rossi, nella classe 250 la Yamaha di Osamu Miyazaki e nella classe 125 la Aprilia di Arnaud Vincent.

## MotoGP

### Arrivati al traguardo
| Pos. | Nº | Pilota          | Squadra                    | Motocicletta    | Giri | Tempo     | Griglia | Punti |
| ---- | -- | --------------- | -------------------------- | --------------- | ---- | --------- | ------- | ----- |
| 1º   | 46 | Valentino Rossi | Repsol Honda               | Honda RC211V    | 21   | 49:32.766 | 1       | 25    |
| 2º   | 33 | Akira Ryō       | Telefonica Movistar Suzuki | Suzuki GSV-R    | 21   | +1.550    | 7       | 20    |
| 3º   | 7  | Carlos Checa    | Marlboro Yamaha            | Yamaha YZR-M1   | 21   | +8.353    | 4       | 16    |
| 4º   | 72 | Shin'ichi Itō   | Team HRC                   | Honda RC211V    | 21   | +10.829   | 3       | 13    |
| 5º   | 6  | Norick Abe      | Antena 3 Yamaha d'Antín    | Yamaha YZR500   | 21   | +20.423   | 12      | 11    |
| 6º   | 4  | Alex Barros     | West Honda Pons            | Honda NSR500    | 21   | +32.259   | 13      | 10    |
| 7º   | 9  | Nobuatsu Aoki   | Proton Team KR             | Proton KR3      | 21   | +39.633   | 15      | 9     |
| 8º   | 55 | Régis Laconi    | MS Aprilia Racing          | Aprilia RS Cube | 20   | +1 giro   | 19      | 8     |
| 9º   | 65 | Loris Capirossi | West Honda Pons            | Honda NSR500    | 20   | +1 giro   | 2       | 7     |
| 10º  | 74 | Daijirō Katō    | Fortuna Honda Gresini      | Honda NSR500    | 20   | +1 giro   | 6       | 6     |
| 11º  | 31 | Tetsuya Harada  | Pramac Honda Racing        | Honda NSR500    | 20   | +1 giro   | 16      | 5     |
| 12º  | 21 | John Hopkins    | Red Bull Yamaha WCM        | Yamaha YZR500   | 16   | +5 giri   | 18      | 4     |

### Ritirati
| Nº | Pilota                   | Squadra                    | Motocicletta  | Giri | Griglia |
| -- | ------------------------ | -------------------------- | ------------- | ---- | ------- |
| 11 | Tōru Ukawa               | Repsol Honda               | Honda RC211V  | 18   | 11      |
| 56 | Shin'ya Nakano           | Gauloises Yamaha Tech 3    | Yamaha YZR500 | 17   | 9       |
| 99 | Jeremy McWilliams        | Proton Team KR             | Proton KR3    | 16   | 20      |
| 15 | Sete Gibernau            | Telefonica Movistar Suzuki | Suzuki GSV-R  | 12   | 14      |
| 19 | Olivier Jacque           | Gauloises Yamaha Tech 3    | Yamaha YZR500 | 12   | 8       |
| 10 | Kenny Roberts Jr         | Telefonica Movistar Suzuki | Suzuki GSV-R  | 6    | 10      |
| 3  | Max Biaggi               | Marlboro Yamaha            | Yamaha YZR-M1 | 6    | 5       |
| 17 | Jurgen van den Goorbergh | Kanemoto Racing            | Honda NSR500  | 4    | 21      |
| 8  | Garry McCoy              | Red Bull Yamaha WCM        | Yamaha YZR500 | 2    | 17      |

### Non qualificato
| Nº | Pilota    | Squadra                 | Motocicletta |
| -- | --------- | ----------------------- | ------------ |
| 20 | Pere Riba | Antena 3 Yamaha d'Antin | Yamaha       |

## Classe 250

### Arrivati al traguardo
| Pos. | Nº | Pilota            | Squadra                        | Motocicletta | Giri | Tempo      | Griglia | Punti |
| ---- | -- | ----------------- | ------------------------------ | ------------ | ---- | ---------- | ------- | ----- |
| 1º   | 89 | Osamu Miyazaki    | Motorex Daytona                | Yamaha       | 19   | +47:09.454 | 8       | 25    |
| 2º   | 50 | Daisaku Sakai     | Endurance                      | Honda        | 19   | +6.941     | 12      | 20    |
| 3º   | 17 | Randy de Puniet   | Campetella Racing              | Aprilia      | 19   | +29.020    | 2       | 16    |
| 4º   | 7  | Emilio Alzamora   | Fortuna Honda Gresini          | Honda        | 19   | +45.300    | 6       | 13    |
| 5º   | 9  | Sebastián Porto   | Petronas Sprinta Yamaha TVK    | Yamaha       | 19   | +45.495    | 7       | 11    |
| 6º   | 8  | Naoki Matsudo     | Dark Dog Yamaha Kurz           | Yamaha       | 19   | +54.725    | 10      | 10    |
| 7º   | 49 | Chōjun Kameya     | Burning Blood R.T.             | Honda        | 19   | +1:00.572  | 22      | 9     |
| 8º   | 4  | Roberto Rolfo     | Fortuna Honda Gresini          | Honda        | 19   | +1:02.287  | 14      | 8     |
| 9º   | 6  | Alex Debón        | Campetella Racing              | Aprilia      | 19   | +1:18.282  | 5       | 7     |
| 10º  | 21 | Franco Battaini   | Imola Circuit Exalt Cycle Race | Aprilia      | 19   | +1:19.377  | 4       | 6     |
| 11º  | 24 | Toni Elías        | Telefonica Movistar-Repsol     | Aprilia      | 19   | +1:31.481  | 11      | 5     |
| 12º  | 92 | Hiroshi Aoyama    | Harc-Pro                       | Honda        | 19   | +1:50.269  | 13      | 4     |
| 13º  | 10 | Fonsi Nieto       | Telefonica Movistar-Repsol     | Aprilia      | 19   | +1:56.005  | 1       | 3     |
| 14º  | 51 | Hugo Marchand     | Equipe de France - Scrab GP    | Aprilia      | 19   | +2:06.670  | 26      | 2     |
| 15º  | 22 | Raúl Jara         | RFME Equipo Nacional           | Aprilia      | 18   | +1 giro    | 20      | 1     |
| 16º  | 15 | Roberto Locatelli | Tu Racing                      | Aprilia      | 18   | +1 giro    | 9       |       |

### Ritirati
| Nº | Pilota             | Squadra                     | Motocicletta | Giri | Griglia |
| -- | ------------------ | --------------------------- | ------------ | ---- | ------- |
| 11 | Haruchika Aoki     | DeGraaf Grand Prix          | Honda        | 18   | 17      |
| 19 | Leon Haslam        | Cibertel Honda BQR          | Honda        | 16   | 25      |
| 25 | Vincent Philippe   | Equipe de France - Scrab GP | Aprilia      | 14   | 23      |
| 3  | Marco Melandri     | MS Aprilia Racing           | Aprilia      | 13   | 3       |
| 41 | Jarno Janssen      | DeGraaf Grand Prix          | Honda        | 9    | 27      |
| 18 | Shahrol Yuzy       | Petronas Sprinta Yamaha TVK | Yamaha       | 7    | 18      |
| 12 | Jason Vincent      | Cibertel Honda BQR          | Honda        | 4    | 24      |
| 76 | Tarō Sekiguchi     | Dark Dog Yamaha Kurz        | Yamaha       | 2    | 21      |
| 48 | Shin'ichi Nakatomi | Kotake RSC                  | Honda        | 1    | 19      |
| 32 | Héctor Faubel      | RFME Equipo Nacional        | Aprilia      | 1    | 28      |
| 27 | Casey Stoner       | Safilo Oxydo Race LCR       | Aprilia      | 0    | 15      |

### Non partito
| Nº | Pilota      | Squadra               | Motocicletta | Griglia |
| -- | ----------- | --------------------- | ------------ | ------- |
| 42 | David Checa | Safilo Oxydo Race LCR | Aprilia      | 16      |

### Non qualificato
| Nº | Pilota       | Squadra         | Motocicletta |
| -- | ------------ | --------------- | ------------ |
| 28 | Dirk Heidolf | Aprilia Germany | Aprilia      |

## Classe 125

### Arrivati al traguardo
| Pos. | Nº | Pilota            | Squadra                        | Motocicletta | Giri | Tempo     | Griglia | Punti |
| ---- | -- | ----------------- | ------------------------------ | ------------ | ---- | --------- | ------- | ----- |
| 1º   | 21 | Arnaud Vincent    | Imola Circuit Exalt Cycle Race | Aprilia      | 18   | 46:22.971 | 14      | 25    |
| 2º   | 6  | Mirko Giansanti   | Scot Racing                    | Honda        | 18   | +1.164    | 19      | 20    |
| 3º   | 1  | Manuel Poggiali   | Gilera Racing                  | Gilera       | 18   | +2.558    | 7       | 16    |
| 4º   | 9  | Noboru Ueda       | Semprucci Angaia Racing        | Honda        | 18   | +3.479    | 11      | 13    |
| 5º   | 16 | Simone Sanna      | Tu Racing                      | Aprilia      | 18   | +10.188   | 17      | 11    |
| 6º   | 66 | Shūhei Aoyama     | Showa Denki                    | Honda        | 18   | +23.056   | 20      | 10    |
| 7º   | 47 | Ángel Rodríguez   | Master-Aspar                   | Aprilia      | 18   | +23.653   | 13      | 9     |
| 8º   | 26 | Dani Pedrosa      | Telefonica Movistar jnr        | Honda        | 18   | +33.488   | 1       | 8     |
| 9º   | 4  | Lucio Cecchinello | Safilo Oxydo Race LCR          | Aprilia      | 18   | +34.285   | 3       | 7     |
| 10º  | 23 | Gino Borsoi       | UGT 3000 - Abruzzo             | Aprilia      | 18   | +47.304   | 4       | 6     |
| 11º  | 7  | Stefano Perugini  | Italjet Racing Service         | Italjet      | 18   | +1:01.770 | 27      | 5     |
| 12º  | 12 | Klaus Nöhles      | PEV Moto ADAC Sachsen          | Honda        | 18   | +1:06.064 | 30      | 4     |
| 13º  | 25 | Joan Olivé        | Telefonica Movistar jnr        | Honda        | 18   | +1:28.936 | 18      | 3     |
| 14º  | 19 | Alex Baldolini    | UGT 3000 - Abruzzo             | Aprilia      | 18   | +1:36.264 | 33      | 2     |
| 15º  | 17 | Steve Jenkner     | UGT 3000 - Abruzzo             | Aprilia      | 18   | +1:56.859 | 8       | 1     |
| 16º  | 80 | Héctor Barberá    | Master Aspar                   | Aprilia      | 18   | +2:11.594 | 28      |       |
| 17º  | 31 | Mattia Angeloni   | Team Italia                    | Gilera       | 18   | +2:14.164 | 37      |       |
| 18º  | 20 | Imre Tóth         | Semprucci Angaia Racing        | Honda        | 18   | +2:17.104 | 35      |       |
| 19º  | 46 | Suhathai Chaemsap | Thai Honda Castrol             | Honda        | 18   | +2:35.641 | 21      |       |

### Ritirati
| Nº | Pilota             | Squadra                    | Motocicletta | Giri | Griglia |
| -- | ------------------ | -------------------------- | ------------ | ---- | ------- |
| 33 | Stefano Bianco     | Bossini Sterilgarda Racing | Aprilia      | 15   | 6       |
| 65 | Toshihisa Kuzuhara | Kumamoto Racing            | Honda        | 14   | 36      |
| 18 | Jakub Smrž         | Elit Grand Prix            | Honda        | 13   | 22      |
| 41 | Yōichi Ui          | Caja Madrid Derbi Racing   | Derbi        | 12   | 12      |
| 57 | Chaz Davies        | CWF - Mateoni Racing       | Aprilia      | 12   | 32      |
| 39 | Jaroslav Huleš     | CWF - Mateoni Racing       | Aprilia      | 7    | 9       |
| 50 | Andrea Ballerini   | FCC - TSR                  | Honda        | 7    | 26      |
| 36 | Mika Kallio        | Red Devil Honda            | Honda        | 7    | 16      |
| 5  | Masao Azuma        | Tribe by Breil             | Honda        | 6    | 5       |
| 34 | Andrea Dovizioso   | Scot Racing                | Honda        | 6    | 25      |
| 8  | Gábor Talmácsi     | Italjet Racing Service     | Italjet      | 5    | 31      |
| 84 | Michel Fabrizio    | Team Italia                | Gilera       | 5    | 34      |
| 10 | Jarno Müller       | PEV Moto ADAC Sachsen      | Honda        | 5    | 24      |
| 67 | Hideyuki Ogata     | Plus One                   | Honda        | 4    | 23      |
| 22 | Pablo Nieto        | Master-Aspar               | Aprilia      | 3    | 2       |
| 15 | Alex De Angelis    | Safilo Oxydo Race LCR      | Aprilia      | 1    | 15      |
| 11 | Max Sabbatani      | Bossini Sterilgarda Racing | Aprilia      | 0    | 10      |
| 68 | Akira Komuro       | Dinky Racing               | Honda        | 0    | 29      |